# Enchanted Island
Enchanted Island is een Amerikaanse avonturenfilm uit 1958 onder regie van Allan Dwan. Het scenario is gebaseerd op de roman Typee (1846) van de Amerikaanse auteur Herman Melville.

## Verhaal
De zeelieden Abner Bedford en Tom besluiten hun schip te verlaten na een aanvaring met het schip van kapitein Vangs. Ze meren aan op een tropisch eiland, waar ze vriendelijk worden onthaald door de plaatselijke bewoners. Al spoedig blijkt dat de inboorlingen eigenlijk kannibalen zijn.

## Rolverdeling
| Acteur                | Personage      |
| --------------------- | -------------- |
| Dana Andrews          | Abner Bedford  |
| Jane Powell           | Fayaway        |
| Don Dubbins           | Tom            |
| Arthur Shields        | James Dooley   |
| Ted de Corsia         | Kapitein Vangs |
| Friedrich von Ledebur | Mehevi         |